# Román Viktor
Román Viktor (Homoródszentmárton, 1937. március 12. – Saron-sur-Aube, Franciaország, 1995. április 12.) erdélyi magyar szobrász, aki Bukarestben, majd Franciaországban élt és alkotott.

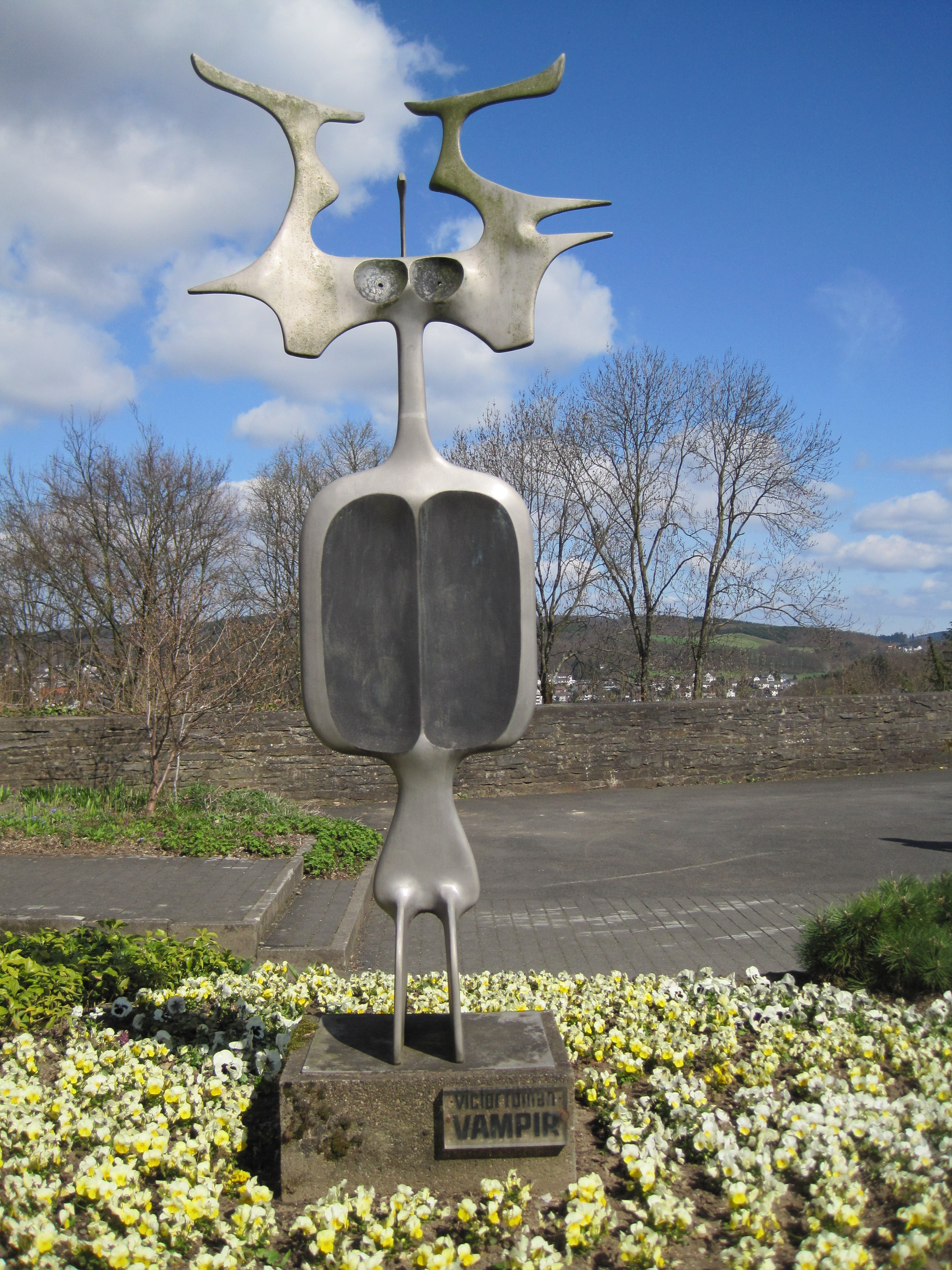
A vámpír, Siegen, Németország

## Életpályája
Szobrászi tehetsége már hatéves korában megmutatkozott, amikor agyagból állatfigurákat készített, és árulta azokat a falusi vásárokon. Marosvásárhelyen tanult a képzőművészeti iskolában, majd 1954 és 1958 között Bukarestben a képzőművészeti főiskolán.  Még érettségi előtt interjút közölt vele a marosvásárhelyi Vörös Zászló napilap. 1955-ben pedig szobrai szerepeltek a varsói Világifjúsági Találkozón. 1952-ben már önálló kiállítása volt Bukarestben. Annak ellenére, hogy kezdetben aktjai kisebb megbotránkozást váltottak ki, és figuratív munkái nem követték az akkor divatos és  szinte kötelező szocialista realizmust, 1963-ban elnyerte a román Képzőművészeti Szövetség szobrászati díját. 1965-ben nemzetközi díjat nyert Genfben. 
1966-ban több külföldi városban is kiállított (Olaszország, Svájc, Hollandia). Ugyanebben az évben állították fel Korcsolyázó lány című szobrát Bukarest egyik parkjában.  
1967-ben a British Council ösztöndíjával Angliában tanult és dolgozott, majd a következő évben Franciaországba költözött, ahol haláláig élt harmadik feleségével, a szintén képzőművész Dana Constantinescuval. A Romániában már befutott szobrásznak Franciaországban szinte elölről kellett kezdenie mindent, de végül elismert francia szobrász lett. Szobrai nagyon sok francia város köztereit díszítik, és galériákban is vannak szép számmal. 

## Főbb egyéni kiállításai
- 1962 • Magheru terem, Bukarest
- 1965 • Dalles terem, Bukarest
- 1966 • Schneider Galéria, Róma • Leewarden Princeshof Múzeum (Hollandia) • Wiebenga Galerie (Svájc)
- 1995 • Emlékkiállítás a francia Grafikai és Szobrászati Alapítvány szervezésében, Párizs
- 1997 • Iparművészeti Múzeum, Budapest
- 2000 • Homródszentmárton
- 2004 • Carréé des Coignard (feleségével, Dana Romannal), Noget-sur-Marne (Franciaország)
- 2005 • Galerie Jean-Louis Danant, Párizs • Nemzeti Galéria, Bukarest

## Válogatott csoportos kiállításai
- 2002 •  „Felezőidő”- Romániai magyar művészet 1965-75, Ernst Múzeum, Budapest
- 2010 •  Fülöp Árontól a Nátó-Vénuszig, Haáz Rezső Múzeum, Székelyudvarhely

## Halála és emlékezete
Váratlanul hunyt el 1995-ben, rövid betegség után. Abban a néhány száz lakosú észak-keleti francia faluban temették el (Saron-sur-Aube), ahol 1976-tól sokat időt töltött és alkotott. Sírját saját alkotása, a La Victoire (Győzelem) díszíti. 
Szülőfalujában az általános iskola nevét viseli. 2008 szeptemberében a Homoródszentmártonhoz tartozó, egykor külön faluban, Bükkfalván Román Viktor-szoborparkot alakítottak ki.